# Tonight (minialbum Big Bangu)
Tonight (także 4th Mini Album) – czwarty koreański minialbum południowokoreańskiej grupy Big Bang, wydany 24 lutego 2011 roku przez YG Entertainment. Album sprzedał się w liczbie 146 450 egzemplarzy (stan na 2014 rok).
Minialbum został poszerzony o kilka utworów i wydany ponownie 8 kwietnia 2011 roku pod tytułem Special Edition. Album sprzedał się w liczbie 100 142 egzemplarzy (stan na 2014 rok).

## Lista utworów
| Nr | Tytuł                     | Słowa     | Kompozycja                               | Aranżacja                      | Czas |
| -- | ------------------------- | --------- | ---------------------------------------- | ------------------------------ | ---- |
| 1. | "Thank You & You (Intro)" | G-Dragon  | G-Dragon, Choice37                       | Choice37                       | 1:34 |
| 2. | "Hands Up"                | G-Dragon  | G-Dragon, e.knock                        | e.knock                        | 3:54 |
| 3. | "Tonight"                 | G-Dragon  | G-Dragon, e.knock                        | Choi Pil-kang                  | 3:39 |
| 4. | "Somebody to Love"        | G-Dragon  | G-Dragon, Ham Seung-cheon, Kang Wook-jin | Ham Seung-cheon, Kang Wook-jin | 3:30 |
| 5. | "What is Right"           | G-Dragon  | G-Dragon, D.J Murf, Peejay               | D.J Murf, Peejay               | 3:43 |
| 6. | "Café"                    | G-Dragon" | G-Dragon, D.J Murf, Peejay               | D.J Murf, Peejay               | 3:40 |

### Special Edition
| Nr  | Tytuł                                                                      | Słowa                  | Kompozycja                               | Aranżacja                      | Czas |
| --- | -------------------------------------------------------------------------- | ---------------------- | ---------------------------------------- | ------------------------------ | ---- |
| 1.  | "Love Song"                                                                | G-Dragon, Teddy        | G-Dragon, Teddy                          | Teddy, Seo Won-jin             | 3:45 |
| 2.  | "Stupid Liar"                                                              | G-Dragon               | G-Dragon, Choi Pil-kang                  | Choi Pil-kang, Dee.P           | 3:54 |
| 3.  | "Tonight"                                                                  | G-Dragon               | G-Dragon, e.knock                        | Choi Pil-kang                  | 3:43 |
| 4.  | "High High" (G-Dragon & T.O.P)                                             | G-Dragon, T.O.P, Teddy | Teddy                                    | Teddy                          | 3:10 |
| 5.  | "Oh Yeah" (G-Dragon & T.O.P featuring Park Bom)                            | G-Dragon, T.O.P, Teddy | Teddy, Sunwoo Jung-ah                    | Teddy, Sunwoo Jung-ah          | 3:19 |
| 6.  | "Café"                                                                     | G-Dragon               | G-Dragon, D.J Murf, Peejay               | D.J Murf, Peejay               | 3:42 |
| 7.  | "I Need a Girl" (Taeyang featuring G-Dragon)                               | Jun Goon, G-Dragon     | Jun Goon, Choi Gub-won                   | Jun Goon                       | 3:40 |
| 8.  | "Somebody to Love"                                                         | G-Dragon               | G-Dragon, Ham Seung-cheon, Kang Wook-jin | Ham Seung-cheon, Kang Wook-jin | 3:34 |
| 9.  | "Eojjeorago (What Can I Do)" (kor.어쩌라고 (What Can I Do)) (Seungri solo) | Seungri, G-Dragon      | Seungri, Choi Pil-kang, Big Tone         | Choi Pil-kang                  | 3:40 |
| 10. | "Baby Don't Cry" (Daesung solo)                                            | e.knock                | e.knock                                  | e.knock                        | 4:31 |

## Notowania
| Lista                        | Najwyższa pozycja |
| ---------------------------- | ----------------- |
| Gaon Weekly Album Chart      | 1                 |
| Gaon Monthly Album Chart     | 1                 |
| Gaon Yearly Album Chart      | 6                 |
| Billboard World Music Chart  | 3                 |
| Billboard Heatseekers Albums | 7                 |
| Billboard Independent Chart  | 29                |

| Lista                    | Najwyższa pozycja |
| ------------------------ | ----------------- |
| Gaon Weekly Album Chart  | 1                 |
| Gaon Monthly Album Chart | 1                 |
| Gaon Yearly Album Chart  | 13                |